# 4918 Rostropovich
4918 Rostropovich (1974 QU1) là một tiểu hành tinh vành đai chính được phát hiện ngày 24 tháng 8 năm 1974 bởi L. I. Chernykh ở Nauchnyj.